# Rukkesvarentrånne
Rukkesvarentrånne är en sjö i Strömsunds kommun i Jämtland och ingår i Ångermanälvens huvudavrinningsområde. Sjön har en area på 0,0729 kvadratkilometer och ligger 758,1 meter över havet. Sjön avvattnas av vattendraget Batterjukke.

## Delavrinningsområde
Rukkesvarentrånne ingår i det delavrinningsområde (717762-145938) som SMHI kallar för Inloppet i Batterejaure. Medelhöjden är 807 meter över havet och ytan är 12,46 kvadratkilometer. Det finns inga avrinningsområden uppströms utan avrinningsområdet är högsta punkten. Batterjukke som avvattnar avrinningsområdet har biflödesordning 4, vilket innebär att vattnet flödar genom totalt 4 vattendrag innan det når havet efter 307 kilometer. Avrinningsområdet består mestadels av skog (66 procent) och kalfjäll (32 procent). Avrinningsområdet har 0,1 kvadratkilometer vattenytor vilket ger det en sjöprocent på 0,8 procent.